# Pjotr Konstantinowitsch Gontscharow
Pjotr Konstantinowitsch Gontscharow (russisch Пётр Константинович Гончаров, wiss. Transliteration Petr Konstantinovič Gončarov; * 9. Juli 1948 in Alma-Ata, Sowjetunion) ist ein russischer Soziologe und Politologe mit dem Forschungsschwerpunkt soziale und politische Entwicklung.

## Leben
Gontscharow absolvierte bis 1968 vier Semester am Konservatorium Alma-Ata im Fach Bratsche. Von 1968 bis 1970 arbeitete er in Komsomolpositionen. Anschließend studierte er bis 1974 Geschichte an der Komsomol-Hochschule beim Zentralkomitee des Gesamtsowjetischen Leninschen Kommunistischen Jugendverband (WLKSM). Von 1974 bis 1990 bekleidete er Positionen in Wissenschaft, Gewerkschaft und Partei. Von 1990 bis 1994 war er stellvertretender Leiter des Lehrstuhls für Philosophie und Politologie sowie Prorektor für Lehr- und Wissenschaftsarbeit am Sozialökonomischen Institut der Arbeitsakademie und Sozialbeziehungen derselben Hochschule. Von 1994 bis 2002 war Gontscharow als stellvertretender Leiter der Russischen Zollakademie tätig und wirkte beim Entstehen der ersten Hochschule für Zollwesen in Russland mit. Von 2002 bis 2010 arbeitete er an seiner Habilitation an der Russischen Akademie für Staatliche Dienste beim Präsidenten der Russischen Föderation sowie in wissenschaftlichen Bildungsinstitutionen. Seit 2010 ist er Professor an der Russischen Staatlichen Universität für Sozialwesen und stellvertretender Forschungsdirektor.
Gontscharow ist ein ordentliches Mitglied der Russischen Akademie für politische Wissenschaften.

## Wissenschaftliche Schwerpunkte
Pjotr Konstantinowitsch Gontscharow erforscht die Entwicklungsprobleme der politischen und sozialen Systeme in Zeiten der globalen und regionalen Veränderungen. In seinen Arbeiten hat er das Modelkonzept des russischen Sozialstaats vorgedacht und begründet. Gontscharow hat zwei Monographien und Artikeln in Auslandszeitschriften sowie Artikel zum Sozialstaat zum Političeskaja Enciklopedija / Politischen Lexikon (1999), zum Sociologičeskaja Enciklopedija/Soziologischen Lexikon (2003) und zum Novaja Filosofskaja Enciklopedija/Neuen Philosophischen Lexikon (2001, 2010) beigetragen.

## Publikationen
- Tranzitivnaja političeskaja sistema: osnovy teorii i metodologii issledovanija. Izd-vo Nac. In-ta biznesa, Moskau 2004, ISBN 5-8309-0133-1 (russisch).
- Političeskaja sistema rossijskogo obščestva: teorija i praktika postsovetskogo tranzita. (Dissertation) Izd-vo Nac. In-ta biznesa, Moskau 2008 (russisch)